# Ilhas Borromeu

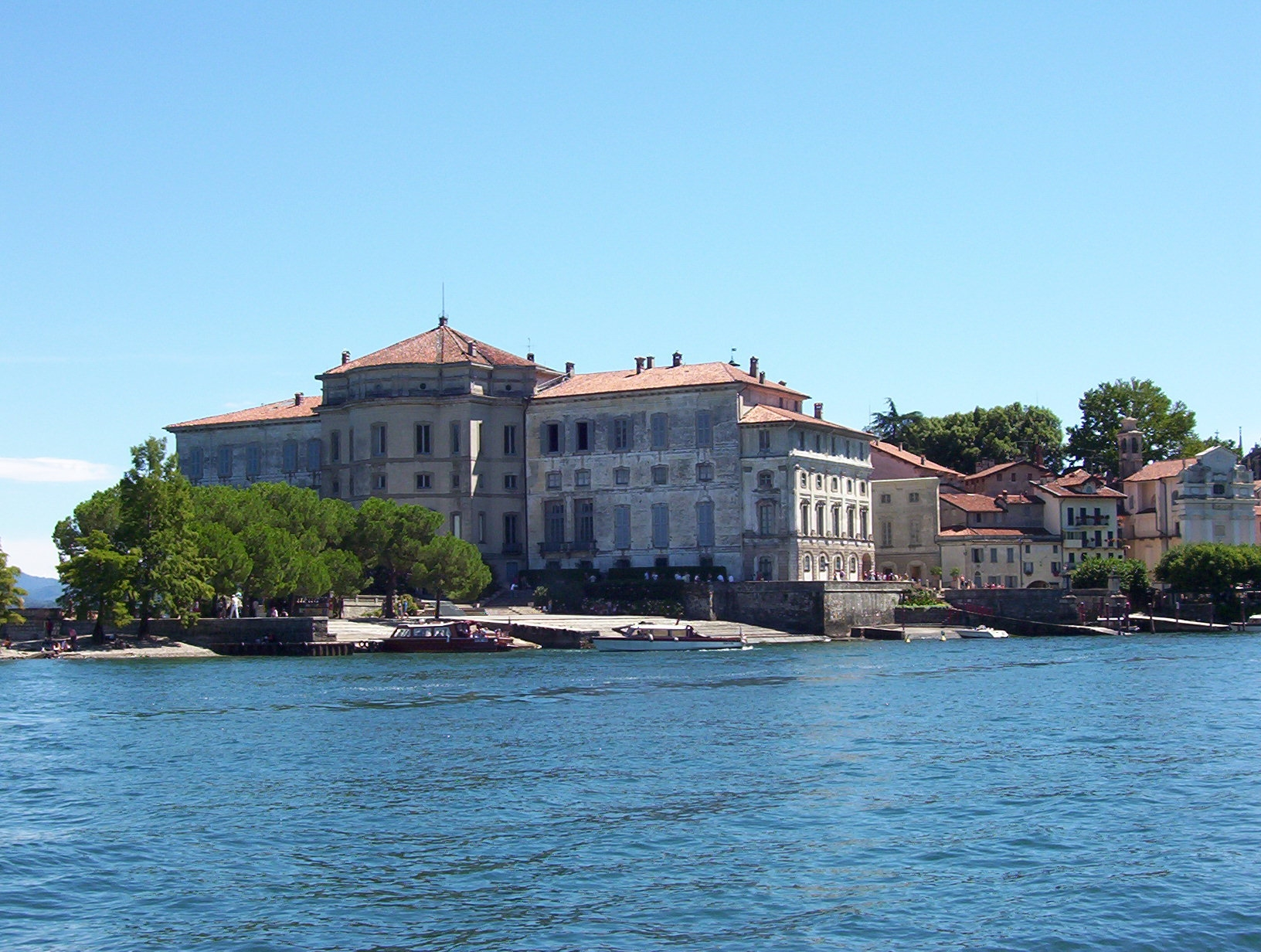
Isola Bella

Lago Maggiore, onde se situa o arquipélago das ilhas Borromeu

As Ilhas Borromeu (em italiano, Isole Borromee) são um grupo de três pequenas ilha e dois ilhéus na parte alpina italiana do Lago Maggiore, localizadas no braço poente do lago, entre Verbania, a norte, e Stresa, a sul. No seu conjunto têm uma superfície de 20 hectares e são uma das principais atracções turísticas da região, pela sua localização pitoresca.
O seu nome é originário da família Borromeu, que começou por adquirir a Isola Madre no início do século XVI, e que ainda hoje é proprietária de algumas das ilhas (Madre, Bella, San Giovanni).

## Galeria

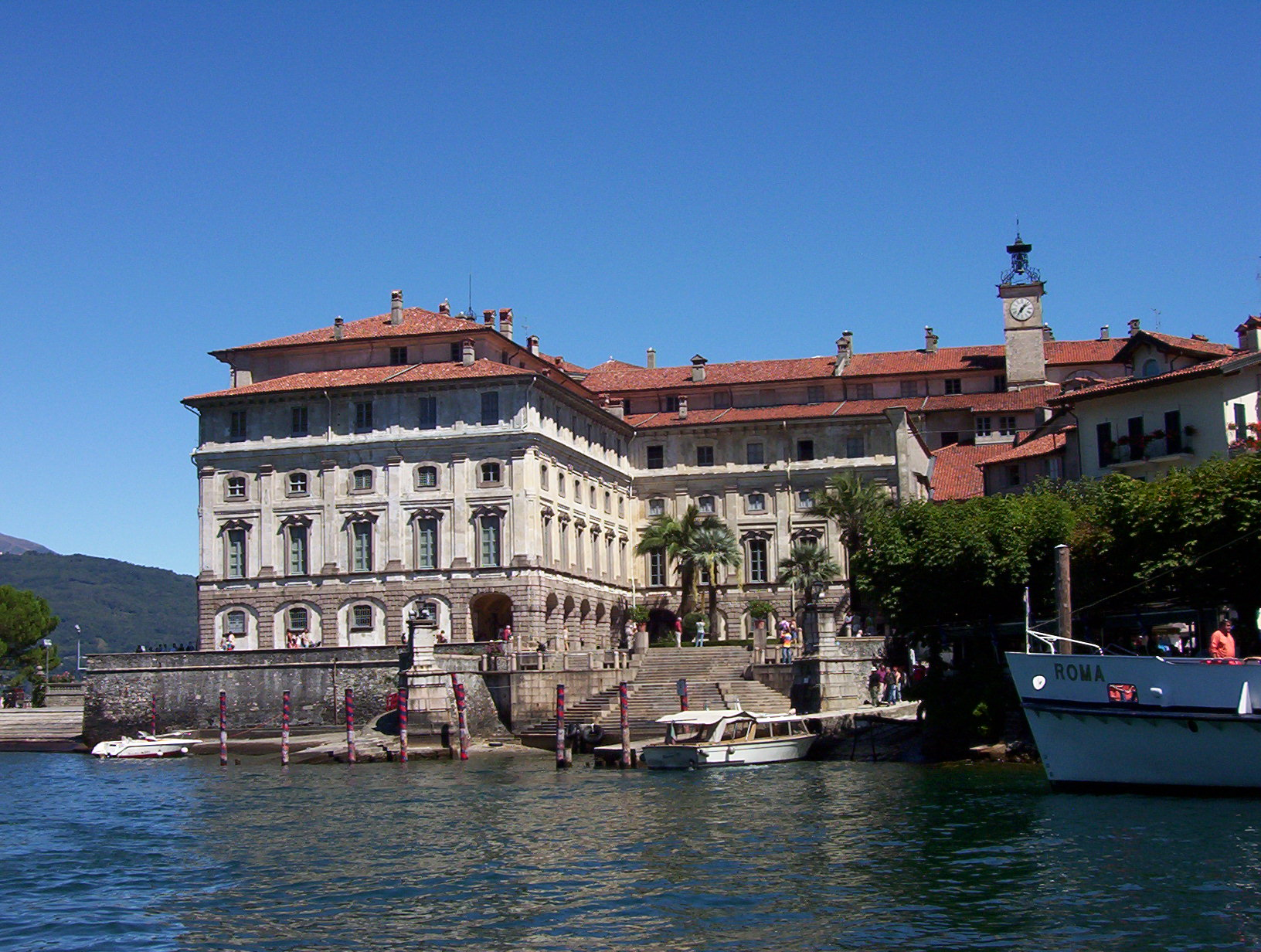
Isola Bella
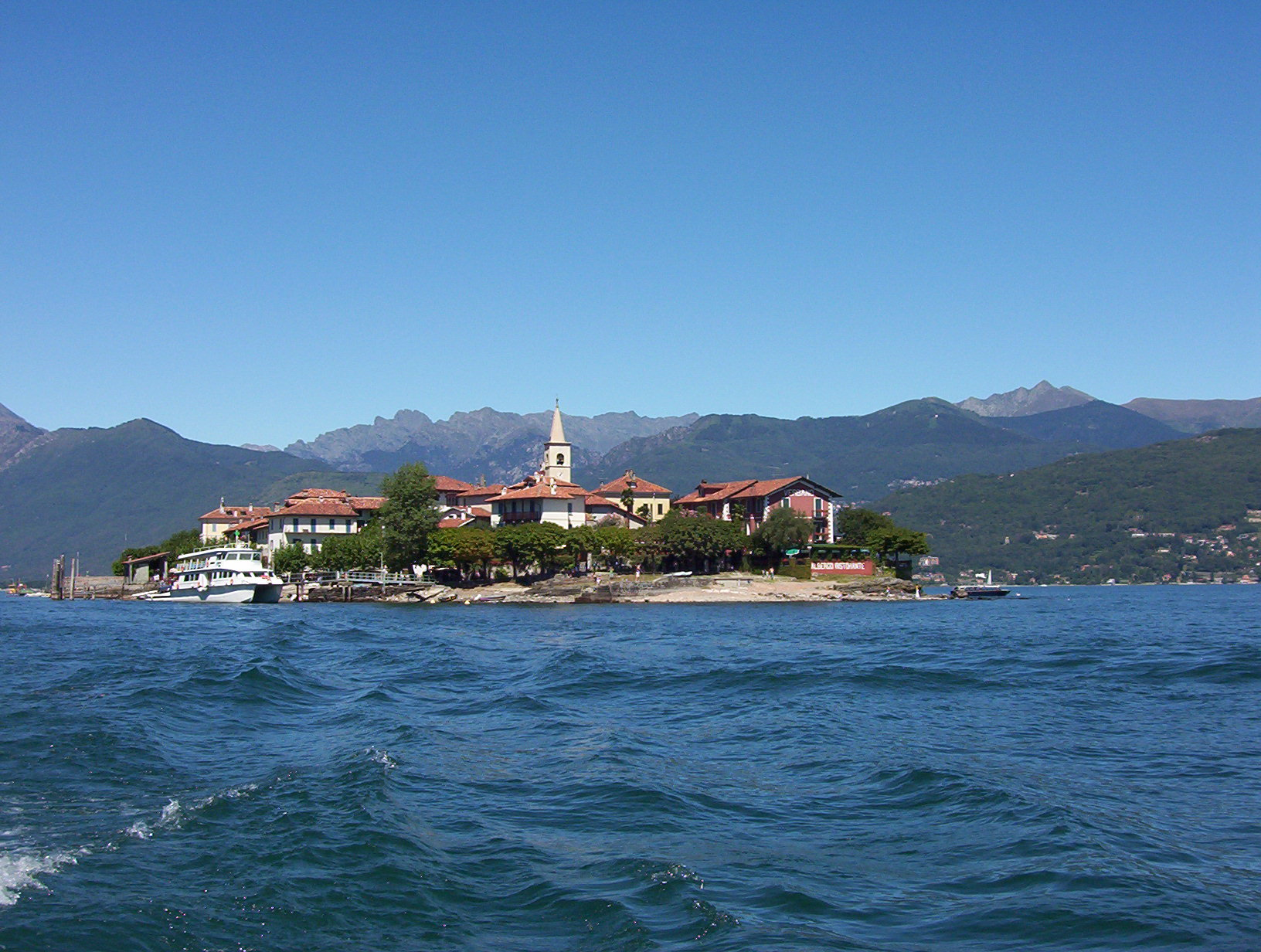
Isola dei Pescatori
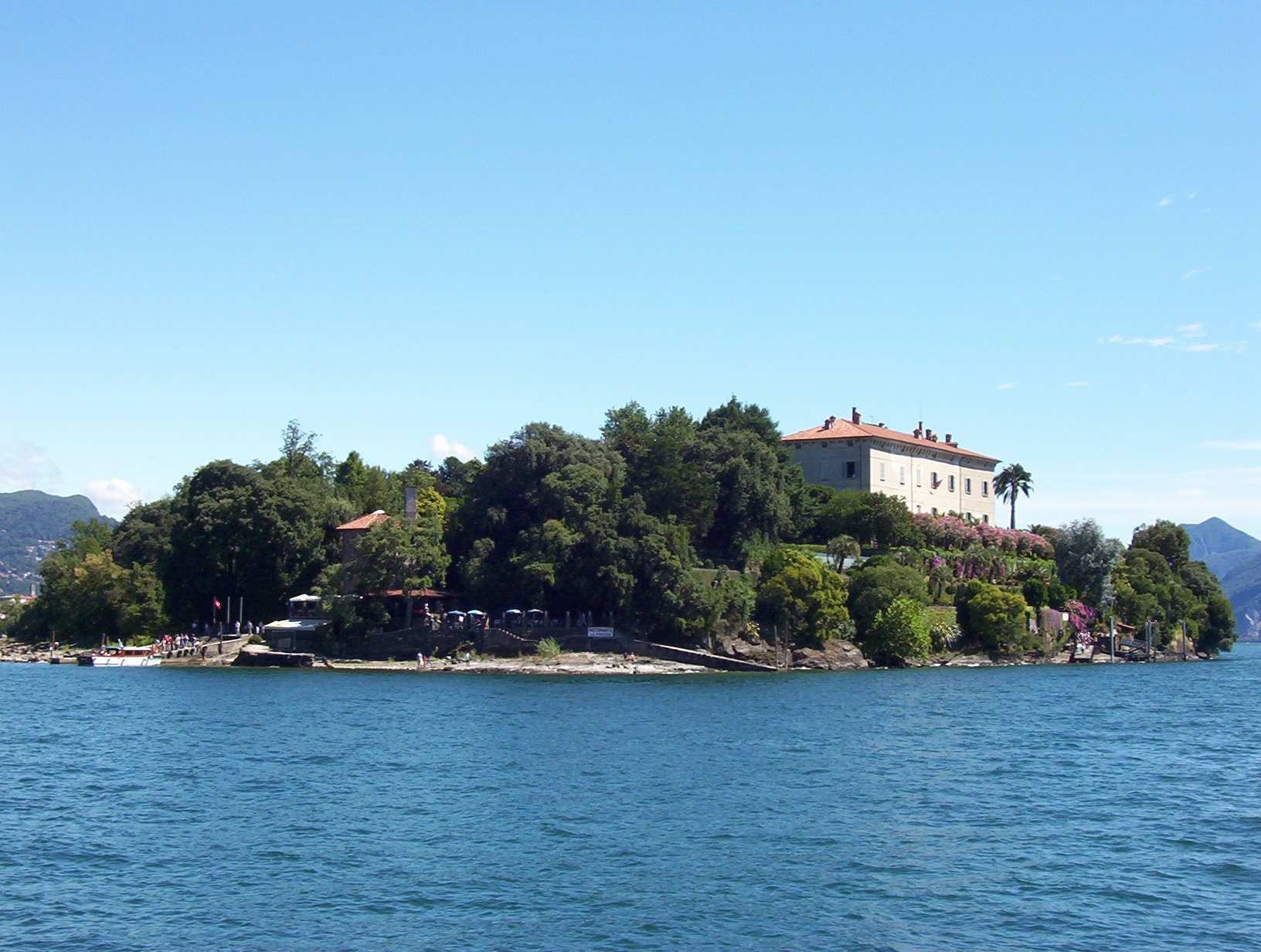
Isola Madre